# Психологічна травма
Психологі́чна тра́вма, або тра́вма психі́чна[джерело?], психотра́вма — травма, що виникла в результаті дії на психіку людини особисто значущої інформації; емоційна дія, яка спричинила психічний розлад; шкода, нанесена психічному здоров'ю людини в результаті інтенсивного впливу несприятливих факторів середовища або гостроемоційних, стресових впливів інших людей на її психіку. Психологічна, емоційна або психічна травма (множина traumata, traumas; від давньогрецького τραύμα «рана») використовується в психології для опису психологічної травми, аналогічної травмі в медицині, яка супроводжується сильним психологічним потрясінням. Це може бути спричинено людьми, стихійними лихами, а також тортурами тощо (травми дитинства, воєнні травми). Термін використовується для поразки мозку та наслідків. Оскільки нервова система була перевантажена, подію не вдалося обробити та зберегти в пам’яті.
Наслідки можуть включати психологічні або фізичні симптоми, які зазвичай групують під терміном посттравматичний стресовий розлад, якщо не встановлено конкретні терміни, наприклад, Стокгольмський синдром у жертв заручників. Психотравматологія вивчає психологічні наслідки травми.

## Чинник психологічної травми
Інформація про негативні фактори об'єктивної реальності через складні механізми психофізіологічної взаємодії може детермінувати негативні переживання та невротичні розлади. Але чому невротичні розлади руйнують життя людині і при відсутності зовнішніх стрес-чинників?
Справа в тому, що небезпечність й інтенсивність дії травматичної ситуації буває різною. В одних випадках небезпечна подія може бути чинником лише негативних переживань, а інша — детермінує психічні травми.

## Внутрішнє (фізіологічне) вираження психологічної травми
Внутрішнім (фізіологічним) проявом (вираженням) психічної травми є карбування (формування) в керувальній (регулювальній) системі внутрішніх фізіологічних процесів програми запуску і відтворення алгоритму психофізіологічних процесів формування невротичних розладів.
При згадуванні травматичної ситуації програма запускає наведений алгоритм психофізіологічних процесів і відтворює невротичні розлади (посттравматичні стресові розлади). Зазначене психофізіологічне утворення запропоновано позначати категорією «алгоритм травматичної конверсії».

### Алгоритм травматичної конверсії
Алгоритм травматичної конверсії  — це мимовільно сформована і зафіксована в регулюючій системі фізіології організму програма запуску і відтворення послідовних нейропсихофізіологічних процесів щодо трансформації негативної інформації в неприємні переживання та посттравматичні стресові розлади
Сформованість, стійкість і дія (включення) алгоритму травматичної конверсії залежить від багатьох чинників, а саме:  небезпечності й інтенсивності дії травматичної ситуації; способів зберігання травматичної інформації у несвідомій сфері психіки; видів та кількості фрагментів сенсорних компонентів небезпечної події, що зберігаються у травматичній пам'яті; особливостей внутрішніх нейрофізіологічних процесів; соціального оточення; особистісних якостей.